# Olha Skrypak (volleybollspelare)
Olha Skrypak (ukrainska: Скрипак Ольга Русланівна), född 26 december 1996 i Zaporizjzja i Zaporizjzja oblast i Ukraina, är en volleybollspelare (passare).
Hon föddes i en sportfamilj. Hennes far höll på med rodd och hennes mamma volleyboll. Som barn höll Skrypak på med simning, gymnastik och volleyboll. Som volleybollspelare på seniornivå debuterade hon 2011 med VK Orbita-ZTMK-ZNU och var med om att ta laget tillbaka till Superliha (högstaserien). Laget nådde fyra top tre-placeringar under Skrypaks tid i laget. Hon gick över till Leningradka Sankt Petersburg 2016, och spelade med dem under tre säsonger.
2019 återvände hon till Ukraina för spel med VK Chimik, som stärkte sitt lag för att kunna konkurrera med den nybildade klubben SK Prometej. Under den första säsongen behöll Chimik sin status som starkaste lag, de vann cupen och supercupen. Året därpå var Prometej starkare. Från 2021 spelar hon för det tjeckiska laget VK Dukla Liberec.
Hon deltog vid EM 2021 med Ukrainas landslag.